# Gioacchino Albertini
Gioacchino Albertini, també conegut com a Joachim Albertini (Pesaro, 30 de novembre de 1748 - Varsòvia, 27 de març de 1812) fou un compositor italià.
Passà gran part de la seva vida a Polònia al servei d'Estanislau August Poniatowski. Va compondre diverses òperes, entre elles Don Juan albo Ukarany libertyn (Don Joan o el llibertí castigat) basada en el mite de Don Joan, que fou estrenada l'any 1780. També va escriure música sacra, composicions instrumentals i cantates.

## Òperes
- La cacciatrice brillante (1772)
- Don Juan albo Ukarany libertyn (1783)
- Circe e Ulisses (1785)
- Virgínia (1786)
- Scipione Africano (1789)
- La vergine vestale (1803)